# Jonathan Safran Foer
Jonathan Safran Foer (Washington D. C., 1977) es un escritor estadounidense de origen judío. Conocido por sus novelas Todo está iluminado (2002), Extremely Loud & Incredibly Close (2005), y por su trabajo de no-ficción Eating Animals (2009).

## Biografía
Publicó su primera novela, Todo está iluminado, en 2002, que se convirtió en un gran éxito: rápidamente sube hasta los puestos más altos de las listas de ventas internacionales y cosecha varios premios literarios, como el National Jewish Book Award y el Guardian First Book Award. Tres años más tarde sería adaptada al cine con el mismo título por Liev Schreiber.
El libro describe la búsqueda desesperada de las raíces del abuelo del autor. Con solo una foto poco nítida en el bolsillo viaja hacia Ucrania para tratar de encontrar a la mujer que supuestamente salvó la vida de su abuelo durante la guerra. La historia es a la vez extremadamente cómica y profundamente trágica. Desde diferentes perspectivas se construye un relato en el que pasado y presente enlazan, dando lugar a un mito (o una verdad) fascinante.
En la película Foer colabora como extra (un soplador de hojas en el cementerio de la primera escena), mientras que Elijah Wood da vida a Jonathan.
La segunda novela de Foer, Tan fuerte, tan cerca (2005), cuenta la historia de Oskar Shell, de 9 años, que perdió a su padre en los atentados de las Torres Gemelas el 11 de septiembre de 2001. Sus abuelos lograron escapar de los bombardeos sobre Dresde durante la Segunda Guerra Mundial. Después de la muerte de su padre encuentra una llave en un jarrón con la inscripción "Negro". Con la suposición de que se trata de un mensaje emprende la búsqueda por Nueva York... Fue uno de los libros más alabados de 2005.
En 2009 Foer publicó Eating animals, mezcla de ensayo e investigación periodística en la que examina de manera crítica las prácticas de la industria ganadera de los Estados Unidos, y detalla las razones que le han llevado a adoptar una dieta vegetariana.
También escribe artículos para The New York Times.
Estuvo casado entre 2004 y 2014 con la también escritora Nicole Krauss. El matrimonio tuvo dos hijos en común.

## Obras
- Everything Is Illuminated (2002) (novela)
- Extremely Loud and Incredibly Close (2005) (novela)
- Eating Animals (2009) (ensayo)
- Tree of Codes (2010) (novela)
- Here I Am (2016) (novela)

## Obras traducidas al español

### Novelas
- Todo está iluminado (Everything Is Illuminated, 2002), publicada por Lumen.
- Tan fuerte, tan cerca (Extremely Loud and Incredibly Close, 2005), publicada por Lumen.
- Aquí estoy, (Here I Am, 2016) publicada por Seix Barral, 2016. ISBN 978-950-731-898-6

### Ensayos
- Comer animales (Eating Animals, 2009), publicada por Seix Barral.[4] ISBN 9788432209192
- Podemos salvar el mundo antes de cenar (We Are the Weather: Saving the Planet Begins at Breakfast, 2019) por Seix Barral.[5] ISBN 9788432235467.